# Sibolon
Sibolon, englisch Sibolon Island, auch Sibolo genannt, ist eine kleine philippinische Insel im Südosten der Tablas-Straße etwa 28 km südöstlich von Mindoro und 40 km nordwestlich der Insel Panay.

## Geographie
Sibolon ist die nordöstlichste Insel der Caluya-Inseln, deren Hauptinsel Caluya etwa 15 km südlich von Sibolon liegt. Sibolo, Hauptort von Sibolon, liegt an der Südküste.

## Verwaltung
Die Insel gehört zur philippinischen Gemeinde Caluya (Municipality of Caluya) in der Provinz Antique.